# Il quarto angelo
Il quarto angelo (The Fourth Angel) è un film del 2001 diretto da John Irvin, con Jeremy Irons.

## Trama
Jack Elgin rimane coinvolto, insieme alla sua famiglia, in un dirottamento aereo ma, nello scontro a fuoco tra i dirottatori e la polizia, perde moglie e figlie, riuscendo a salvare soltanto il figlio più piccolo. I terroristi vengono identificati ed arrestati ma inspiegabilmente rilasciati. Jack riesce ad ottenere informazioni su di loro e decide quindi di farsi giustizia da solo, incappando, grazie all'aiuto dell'agente FBI Jules Bernard, in uno sporco giro di denaro che coinvolge anche ambienti della CIA.